# Kumbaba, Şile
Kumbaba là một xã thuộc huyện Şile, tỉnh Istanbul, Thổ Nhĩ Kỳ.